# يوكي كوروياما
يوكي كوروياما (باليابانية: 栗山 裕貴) (15 سبتمبر 1988 في كوماموتو في اليابان – )؛ هو لاعب كرة قدم ياباني سابق كان يلعب كمهاجم.

## وصلات خارجية
- يوكي كوروياما على موقع رابطة كرة القدم اليابانية للمحترفين (اليابانية)
- يوكي كوروياما على موقع Soccerway.com (الإنجليزية)